# Geoff Shipton
Geoffrey „Geoff“ Lloyd Shipton (* 4. Juni 1941 in Sydney) ist ein ehemaliger australischer Schwimmer. Er gewann bei Olympischen Spielen eine Silbermedaille und bei Commonwealth Games eine Bronzemedaille.

## Karriere
Geoff Shipton belegte bei den British Empire and Commonwealth Games 1958 in Cardiff den dritten Platz über 110 Yards Freistil hinter seinen beiden Landsleuten John Devitt und Gary Chapman.
1960 bei den olympischen Schwimmwettbewerben in Rom wurde erstmals bei Olympischen Spielen ein Wettbewerb in der Lagenstaffel ausgetragen. Im Vorlauf qualifizierte sich die australische Staffel mit Julian Carroll, William Burton, Kevin Berry und Geoff Shipton mit der zweitbesten Zeit für das Finale. Im Endlauf gewann die Staffel aus den Vereinigten Staaten in neuer Weltrekordzeit. Die australische Staffel mit David Theile, Terry Gathercole, Neville Hayes und Geoff Shipton schlug sechseinhalb Sekunden nach der US-Staffel an und hatte 0,2 Sekunden Vorsprung auf die drittplatzierten Japaner. Die nur im Vorlauf eingesetzten Athleten erhielten nach den bis 1980 gültigen Regeln keine Medaille.